# Johannes Widmann (Mediziner)
Johannes Widmann, auch Johann Widmann, genannt auch (Johann) Mechinger, Möchinger und latinisiert Salicetus (von salix = Weide; mhd. wîde) (* um 1444 in Maichingen, heute Stadtteil von Sindelfingen; † 31. Dezember 1524 in Pforzheim), war Stadtarzt, Professor der Medizin und herzoglicher Leibarzt.

## Leben
Am 1. Oktober 1459 erfolgt die Immatrikulation an der Universität Heidelberg als „Johannes Widman de Moechingen scolaris Constantiensis dyocesis“. Knapp zwei Jahre später ist er „Bakkalar der Künste“. Am 19. März 1464 wird Johannes Widmann an der Universität Heidelberg „Magister der Künste“. Er studiert danach Medizin in Italien unter anderem 1466 in Pavia beim damals berühmten Mediziner Johannes Marlianus. Dort erwirbt Widmann nach eigenen Aussagen den Doktortitel.
Nach der Rückkehr nach Deutschland sind Aufenthalte in Ulm (1469) und Ingolstadt (1474) belegt. 1475 wird Johannes Widmann zum Leibarzt des Markgrafen Christoph I. von Baden berufen. Er ist in Basel (1477) und Straßburg (1483) tätig. Durch Graf Eberhard im Bart wird er 1484 als Professor der Medizin an die 1477 gegründete Universität Tübingen berufen. Dieser ernennt Widmann 1493 auch zu seinem Leibarzt. Im Jahr 1498 wird er zum Leibarzt des Herzogs Ulrich von Württemberg ernannt, diese Tätigkeit hat er nachweislich bis 1513 inne. Über die Tätigkeit und die Aufenthaltsorte in den dann folgenden neun Lebensjahren ist nichts bekannt.
Ab 1522 lebt Johannes Widmann mit seiner Ehefrau Mechthild Belczin im badischen Pforzheim. Am letzten Tag des Jahres 1524 stirbt er in Pforzheim und wird dort in der Stiftskirche begraben.

## Schriften (Auswahl)
- De pustulis et morbo qui vulgato nomine mal de franzos appellatur. [Johann Grüninger], [Straßburg] [1497?], urn:nbn:de:bvb:12-bsb00008358-9.
- Tractatus de pestilentia. [Johann Otmar für Friedrich Meynberger], Tübingen 1501, urn:nbn:de:bvb:12-bsb11106618-7.
- Ain nützlichs büchlin von dem Wildpad, gelegen imm fürstenthumb Wirtenberg, gemacht von dem berümpten doctor Johann Mechinger. Tübingen 1513.[1]